# Sachigo River
Sachigo River är ett vattendrag i Kanada.   Det ligger i provinsen Ontario, i den östra delen av landet, 1 400 km nordväst om huvudstaden Ottawa.
Trakten runt Sachigo River är nära nog obefolkad, med mindre än två invånare per kvadratkilometer.